# Lucius Caesonius Lucillus Macer Rufinianus
Pour les articles homonymes, voir Macer.
Lucius Caesonius Lucillus Macer Rufinianus (c. 195 – c. 255) est un homme politique et sénateur romain. Il suit son cursus honorum, le parcours politique des classes supérieurs romaines, sous les règnes des empereurs de la dynasite des Sévères, atteignant le consulat entre 225 et 229 sous Alexandre Sévère. Respecté par ses pairs, il est l'un des sénateurs qui, réunis en groupe de vingt, prennent le pouvoir après la mort soudaine de Gordien Ier, soutenu par le Sénat contre Maximin Ier le Thrace, pendant l'anarchie militaire.

## Biographie
Caesonius Lucillus, fils de Gaius Caesonius Macer Rufinianus, est membre de la gens Caesonia (en) du IIIe siècle, élevée au rang patricien pendant sa carrière politique. Il commence sa carrière probablement au début du règne de Caracalla, où il est membre des vigintiviri, en tant que decemvir stlitibus judicandis. Candidat impérial pour l'office de questeur probablement vers la fin du règne de Caracalla (c. 215/217), il est ensuite nommé préteur, probablement sous Héliogabale vers 220-222. La trajectoire de sa carrière, de questeur à préteur en tant que candidat impérial, est classique pour un patricien suivant le cursus honorum au IIIe siècle.
Suivant les pas de son père, Caesonius Lucillus est nommé curateur de plusieurs villes italiennes : après sa magistrature de préteur, il est curator rei publicae Suessanorum en Campanie ; puis curateur à Puteoli (aussi en Campanie) ou à Tusculum dans le Latium. Ensuite, probablement entre 225 et 228, il est nommé legatus Africae eodem tempore vice proconsulis (ou gouverneur adjoint d'Afrique proconsulaire). À la même période (226-229), l'empereur Sévère Alexandre le nomme consul suffect.
Peu après (vers 227-230) après son consulat suffect, Caesonius Lucillus est fait curator alvei Tiberis et cloacarum urbis (ou responsable officiel de la maintenance des canaux du Tibre et des égouts de Rome). Ensuite, vers 230-235, il est nommé curator aquarum et Miniciae, c'est-à-dire responsable des aqueducs et de l'approvisionnement en grains de la ville. En 238, il est l'un des vigintiviri ex senatus consulto rei publicae curandae, un groupe de 20 sénateurs qui prennent temporairement le pouvoir après la révolte d'une partie de la population et du Sénat contre Maximin le Thrace et la mort soudaine de Gordien Ier qu'ils avaient reconnus comme empereur. Sa présence au sein de ce prestigieux groupe de personnalité romaines reflète l'estime dans laquelle il est tenu par ses pairs au Sénat,.
Peu après 240, Caesonius Lucillus est nommé proconsul en Afrique, où il fut auparavant nommé légat. Sa nomination peut être une réponse à la révolte de Sabinianus, avec pour mission de stabiliser la riche province sénatoriale après la mort de ce dernier, preuve de la confiance que lui accorde l'empereur Gordien III. Il est ensuite nommé electus ad cognoscendas vice Caesaris cognitionis (ou représentant officiel de l'empereur supervisant les affaires judiciaires), possiblement entre 242 et 244 lorsque Gordien III mène campagne contre les Sassanides en Perse, mais il peut avoir occupé cette fonction jusqu'en 254. Si toutefois il l'occupe encore en 244, il peut l'avoir abandonné lorsque le nouvel empereur Philippe l'Arabe atteint Rome. La dernière charge exercée par Caesonius Lucillus est préfet de Rome, possiblement jusqu'en 246, mais une fois encore, il peut l'avoir exercée jusqu'en 254.

## Famille
Caesonius Lucillus est membre frères Arvales. Il est probablement marié à une femme de la gens Ovinia dont il a au moins un fils, Lucius Caesonius Ovinius Rufinius Manlius Bassus, qui est consul suffect à deux reprises.